# The Assets
The Assets is een achtdelige Amerikaanse miniserie waarvan twee afleveringen in januari 2014 door de American Broadcasting Company (ABC) werden uitgezonden. De serie ging over de CIA ten tijde van de Koude Oorlog, toen Aldrich Ames als dubbelspion voor de Sovjet-Unie werkte. De scenarioschrijvers baseerden zich op het door Sandra Grimes en Jeanne Vertefeuille geschreven boek Circle of Treason over de onthulling van Ames. De afleveringen van The Assets werden opgenomen van oktober tot december 2013. Sommige opnamen vonden plaats in de Litouwse stad Vilnius.
De eerste tweede aflevering werd op 2 januari 2014 uitgezonden. The Assets diende als tijdelijke vervanging van de succesvolle dramaserie Scandal, waarvan de tweede helft van het derde seizoen aan het eind vanaf februari 2014 zal worden uitgezonden. De kijkcijfers van The Assets stelden teleur: volgens The Nielsen Company trok de eerste aflevering slechts 0,7% van de Amerikaanse televisiekijkers in de leeftijd van 18 tot 49. Na de tweede aflevering, die 0,6% van deze kijkers trok, besloot ABC daarom voortijdig de stekker uit het programma te trekken.

## Rolverdeling
- Paul Rhys als Aldrich Ames
- Jodie Whittaker als Sandra Grimes
- Harriet Walter als Jeanne Vertefeuille
- Stuart Milligan als Paul Redmond
- Julian Ovenden als Gary Grimes
- Christina Cole als Louisa
- Ralph Brown als Lawrence Winston
- Akie Kotabe als Eric